# Résolution 1631 du Conseil de sécurité des Nations unies
Membres permanents
- Chine
- États-Unis
- France
- Royaume-Uni
- Russie

Membres non permanents
- Algérie
- Argentine
- Bénin
- Brésil
- Danemark
- Grèce
- Japon
- Philippines
- Roumanie
- Tanzanie

Résolution no 1630 Résolution no 1632
La résolution 1631 du Conseil de sécurité des Nations unies, adoptée à l'unanimité le 17 octobre 2005, après avoir rappelé le chapitre VIII de la Charte des Nations unies, a abordé la coopération entre les Nations unies et les organisations régionales dans le maintien de la paix et de la sécurité internationales. 
Ce fut la première fois que le Conseil envisageait une telle coopération. 

## Résolution

### Préambule
Dans le préambule de la résolution, le Conseil a rappelé les initiatives prises depuis janvier 1993 pour améliorer la coordination entre les Nations unies et les organisations régionales. Il a souligné que la contribution des organisations régionales pourrait compléter le travail des Nations unies dans le maintien de la paix et de la sécurité internationales. La capacité des organisations régionales devait être renforcée et le Conseil a reconnu la détermination du Sommet mondial de 2005 à accroître le rôle des organisations régionales. La décision de créer une Commission de consolidation de la paix a également été saluée.

### Dispositif
Exprimant en outre sa détermination à accroître la coopération entre les Nations Unies et les organisations régionales, le Conseil a exhorté tous les États à accroître la capacité des organisations en matière de prévention des conflits et de gestion des crises, en particulier en Afrique. Il est également important que les organisations régionales déploient rapidement des forces de maintien de la paix, luttent contre le trafic illégal d'armes, encouragent la coopération régionale et organisent des réunions de haut niveau avec les Nations Unies.
Le secrétaire général Kofi Annan a été invité à soumettre un rapport sur les opportunités et les défis de la coopération entre les organisations régionales et les Nations unies, et à inclure la coopération avec les organisations régionales dans ses rapports réguliers au Conseil sur les missions de maintien et de consolidation de la paix.